# Arthur Kopit
Arthur Lee Kopit (New York, 1937. május 10. – New York, 2021. április 2.) amerikai drámaíró. A Harvard Egyetemre járt, ahol még hallgatóként hét darabját állította színpadra. 1959-ben végzett, és elnyerte az egyetem Shaw Utazási Ösztöndíját. Később a Yale Egyetemen drámaírást tanított.

## Színdarabjai
1. Across The River And Into The Jungle (1958)
2. Asylum; Or, What The Gentlemen Are Up To, And As For The Ladies (1963)
3. Aubade (1958)
4. Because He Can (2006)
5. Bone-The-Fish (1989)
6. Chad Curtiss, Lost Again (2001)
7. Chamber Music (1962)
8. The Conquest Of Everest (1964)
9. The Day The Whores Came Out To Play Tennis (1964)
10. Don Juan In Texas (1957)
11. A Dram Of Drummhicit (2011)
12. Elegy For The House That Ruth Built, And The Game That He Knew (1997)
13. End Of The World With Symposium To Follow (1984)
14. Gemini (1957)
15. Ghosts (1982)
16. Good Help Is Hard To Find (1981)
17. The Hero (1984)
18. High Society (1956)
19. An Incident In The Park (1968)
20. Indians (1968)
21. Louisiana Territory; Or, Lewis And Clark - Lost And Found (1975)
22. Mhil'daim (1963)
23. Myth America (2007)
24. Nine (2009)
25. Oh Dad, Poor Dad, Mamma's Hung You In The Closet And I'm Feelin' So Sad (1957)
26. On The Runway Of Life, You Never Know What's Coming Off Next (1957)
27. The Phantom (1991)
28. The Questioning Of Nick (1957)
29. Road To Nirvana (1996)
30. Secrets Of The Rich (1976)
31. Sing To Me Through Open Windows (1959)
32. Success (1991)
33. To Dwell In A Place Of Strangers (1958)
34. What's Happened To The Thorne's House (1972)
35. Wings (1977)[10]

## Magyarul
- Indiánok. Dráma / Amikor a szajhák teniszezni mentek. Komédia; ford. Bányay Geyza, Borbás Mária, utószó Osztovits Levente; Európa, Bp., 1973 (Modern könyvtár)